# 十三號星期五 (1980年電影)
《十三號星期五》（英語：Friday the 13th）是一部1980年上映的美國恐怖電影，由Sean Cunningham执导，Victor Miller编剧，主演为Betsy Palmer和Adrienne King。
《十三號星期五》的故事设定以水晶湖营地为背景，一群年轻的辅导员在筹备营地重新开放时，接连遭遇离奇死亡事件。

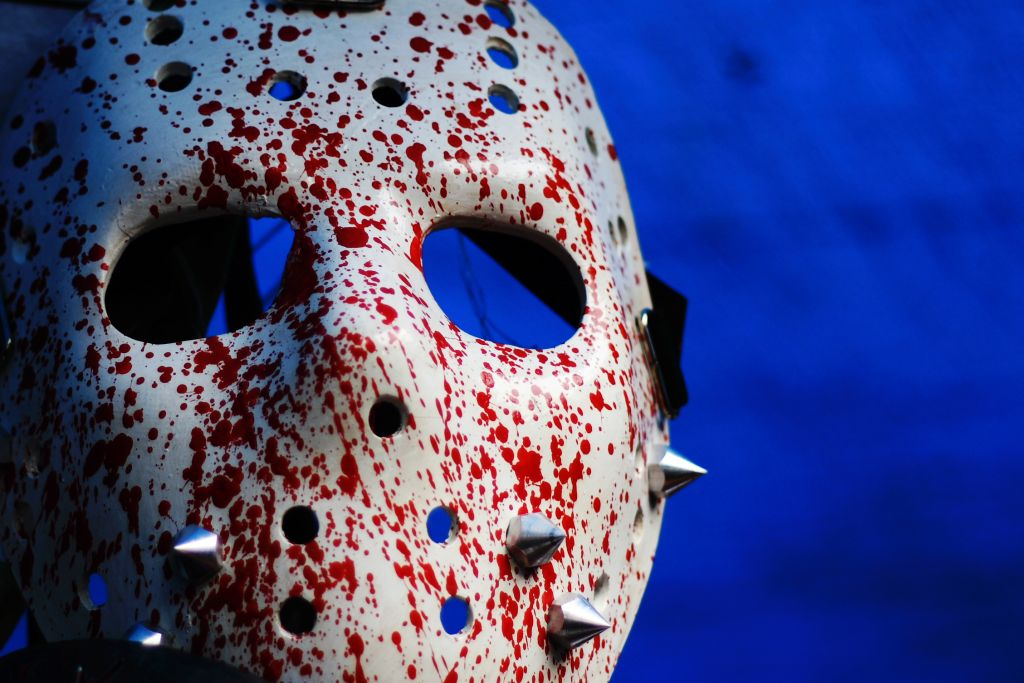
傑森·沃爾希斯标志性的面具

电影获得了约5980万美元的票房，在叙事结构与惊悚氛围上影响了后续恐怖片创作，并确立了“傑森·沃爾希斯”(即面具杰森魔)的形象。在此之后的三十年，《十三號星期五》系列推出了11部续集、跨界作品或重启版本，使该系列的总票房收入迄今超过4.68亿美元。